# Gran Premio motociclistico di Germania 1971
Il Gran Premio motociclistico di Germania fu il secondo appuntamento del motomondiale 1971.
Si svolse il 16 maggio 1971 sul circuito di Hockenheim alla presenza di 80.000 spettatori, e corsero tutte le classi.
Abituale doppietta per Giacomo Agostini in 350 e 500, arrivato a quota 70 vittorie iridate. Se nella mezzo litro "Ago" non ebbe rivali (il secondo fu doppiato due volte), in 350 Martti Pesonen e Phil Read impegnarono l'italiano prima di essere costretti al ritiro.
In 250 Read, ritiratesi le MZ di Silvio Grassetti e Günter Bartusch, non ebbe rivali per la vittoria.
Decima vittoria iridata per Dave Simmonds in 125 davanti a Gilberto Parlotti. Ritirato Ángel Nieto, autore del giro più veloce.
Poca fortuna per Nieto anche nella 50, classe nella quale finì terzo a oltre due minuti dal vincitore Jan de Vries.
Nei sidecar vittoria per Georg Auerbacher. Ritirato Siegfried Schauzu, autore del giro più veloce.

## Classe 500
35 piloti alla partenza, 13 al traguardo.

### Arrivati al traguardo
| Pos. | Pilota             | Moto      | Tempo        | Punti |
| ---- | ------------------ | --------- | ------------ | ----- |
| 1    | Giacomo Agostini   | MV Agusta | 1h 15' 16" 9 | 15    |
| 2    | Rob Bron           | Suzuki    | +2 giri      | 12    |
| 3    | Ron Chandler       | Kawasaki  | +2 giri      | 10    |
| 4    | Maurice Hawthorne  | Kawasaki  | +2 giri      | 8     |
| 5    | Alberto Pagani     | LinTo     | +2 giri      | 6     |
| 6    | Tommy Robb         | Seeley    | +2 giri      | 5     |
| 7    | Hans-Otto Butenuth | BMW       | +3 giri      | 4     |
| 8    | Kurt-Willy Bertsch | BMW       | +3 giri      | 3     |
| 9    | Horst Dzierzawa    | Yamaha    | +4 giri      | 2     |
| 10   | John Dodds         | König     | +4 giri      | 1     |

## Classe 350
37 piloti alla partenza, 19 al traguardo.

### Arrivati al traguardo
| Pos. | Pilota           | Moto      | Tempo     | Punti |
| ---- | ---------------- | --------- | --------- | ----- |
| 1    | Giacomo Agostini | MV Agusta | 58' 20" 7 | 15    |
| 2    | László Szabó     | Yamaha    | +52" 2    | 12    |
| 3    | Paul Smart       | Yamaha    | +1' 02"   | 10    |
| 4    | Theo Bult        | Yamsel    |           | 8     |
| 5    | Jarno Saarinen   | Yamaha    |           | 6     |
| 6    | Werner Pfirter   | Yamaha    |           | 5     |
| 7    | Billie Nelson    | Yamaha    |           | 4     |
| 8    | Walter Sommer    | Yamaha    |           | 3     |
| 9    | Jerry Lancaster  | Yamsel    |           | 2     |
| 10   | Lothar John      | Yamaha    |           | 1     |

## Classe 250

### Arrivati al traguardo
| Pos | Pilota           | Moto   | Tempo        | Punti |
| --- | ---------------- | ------ | ------------ | ----- |
| 1   | Phil Read        | Yamaha | 1h 00' 42" 2 | 15    |
| 2   | Klaus Huber      | Yamaha | +22" 2       | 12    |
| 3   | John Dodds       | Yamaha | +25"         | 10    |
| 4   | Gyula Marsovszky | Yamaha | +25" 6       | 8     |
| 5   | Kent Andersson   | Yamaha | +25" 8       | 6     |
| 6   | János Drapál     | Yamaha | +26"         | 5     |
| 7   | László Szabó     | Yamaha |              | 4     |
| 8   | Theo Bult        | Yamsel |              | 3     |
| 9   | Jerry Lancaster  | Yamsel |              | 2     |
| 10  | Leo Commu        | Yamaha |              | 1     |

## Classe 125

### Arrivati al traguardo
| Pos | Pilota            | Moto       | Tempo     | Punti |
| --- | ----------------- | ---------- | --------- | ----- |
| 1   | Dave Simmonds     | Kawasaki   | 47' 22" 6 | 15    |
| 2   | Gilberto Parlotti | Morbidelli | +44" 2    | 12    |
| 3   | Kent Andersson    | Yamaha     | +59" 9    | 10    |
| 4   | Toni Gruber       | Maico      | +1' 26"   | 8     |
| 5   | Gert Bender       | Maico      | +1' 36" 5 | 6     |
| 6   | Thomas Heuschkel  | MZ         |           | 5     |
| 7   | Chas Mortimer     | Yamaha     |           | 4     |
| 8   | Jürgen Lenk       | MZ         |           | 3     |
| 9   | Jan Huberts       | MZ         |           | 2     |
| 10  | Bernd Köhler      | MZ         |           | 1     |

## Classe 50

### Arrivati al traguardo
| Pos | Pilota                  | Moto     | Tempo     | Punti |
| --- | ----------------------- | -------- | --------- | ----- |
| 1   | Jan de Vries            | Kreidler | 45' 46"   | 15    |
| 2   | Rudolf Kunz             | Kreidler | +5" 4     | 12    |
| 3   | Ángel Nieto             | Derbi    | +2' 02" 7 | 10    |
| 4   | Federico van der Hoeven | Derbi    | +3' 23" 9 | 8     |
| 5   | Aalt Toersen            | Jamathi  | +3' 23" 9 | 6     |
| 6   | Juan Parés March        | Derbi    |           | 5     |
| 7   | Leo Commu               | Jamathi  |           | 4     |
| 8   | Harald Bartol           | Kreidler |           | 3     |
| 9   | Ulrich Graf             | Kreidler |           | 2     |
| 10  | Hans-Jürgen Hummel      | Kreidler |           | 1     |

## Classe sidecar
Per le motocarrozzette si trattò della 125ª gara effettuata dall'istituzione della classe nel 1949; si sviluppò su 15 giri, per una percorrenza di 101,520 km.
Giro più veloce di Siegfried Schauzu/Wolfgang Kalauch (BMW) in 2' 46" a 147,200 km/h.

### Arrivati al traguardo
| Pos | Pilota                | Passeggero         | Moto | Tempo Distacco | Punti |
| --- | --------------------- | ------------------ | ---- | -------------- | ----- |
| 1   | Georg Auerbacher      | Hermann Hahn       | BMW  | 41' 58" 5      | 15    |
| 2   | Arsenius Butscher     | Josef Huber        | BMW  | +10" 2         | 12    |
| 3   | Richard Wegener       | Adi Heinrichs      | BMW  | +22" 6         | 10    |
| 4   | Heinz Luthringshauser | Hans-Jürgen Cusnik | BMW  |                | 8     |
| 5   | Jean-Claude Castella  | Albert Castella    | BMW  |                | 6     |
| 6   | Graham Milton         | John Thornton      | BMW  |                | 5     |
| 7   | Tony Wakefield        | John McPherson     | BMW  |                | 4     |
| 8   | Hermann Schmid        | André Mayenzet     | BMW  |                | 3     |
| 9   | Wolfgang Klenk        | Roland Veil        | BMW  |                | 2     |
| 10  | Hanspeter Hubacher    | John Blum          | BMW  |                | 1     |

## Fonti e bibliografia
- Corriere dello Sport, 17 maggio 1971, pag. 17
- "Motor" n° 21 del 21 maggio 1971, pagg. 668-669, su motorracehistorie.nl. URL consultato il 9 agosto 2011 (archiviato dall'url originale il 4 marzo 2016).
- Risultati della 500 su autosport.com, su autosport.com.